# A Escrava Isaura (filme de 1949)
A Escrava Isaura é um filme brasileiro de 1949, escrito e dirigido por Eurides Ramos. É baseado no livro homônimo de Bernardo Guimarães. Nos papeis centrais estão Fada Santoro, Graça Melo, Sadi Cabral, Déa Selva e Cyll Farney.

## Sinopse
Isaura (Fada Santoro) é filha do capataz de uma fazenda, mas por negar o amor de Leôncio (Graça Melo), filho de seu patrão, é tratada como uma escrava negra.

## Elenco
| Ator/Atriz    | Personagem |
| ------------- | ---------- |
| Fada Santoro  | Isaura     |
| Graça Mello   | Leôncio    |
| Déa Selva     | Malvina    |
| Cyll Farney   | Álvaro     |
| Sadi Cabral   | Belchior   |
| Manoel Vieira | Miguel     |
| Fregolente    |            |
| Darcy Cazarré |            |
| Roberto Duval |            |